# Version 2.0
Version 2.0 − drugi album studyjny zespołu Garbage.

## Lista utworów
1. "Temptation Waits" – 4:36
2. "I Think I'm Paranoid" – 3:38
3. "When I Grow Up" – 3:24
4. "Medication" – 4:08
5. "Special" – 3:43
6. "Hammering In My Head" – 4:52
7. "Push It" – 4:02
8. "The Trick Is to Keep Breathing" – 4:12
9. "Dumb" – 3:50
10. "Sleep Together" – 4:03
11. "Wicked Ways" – 3:43
12. "You Look So Fine" – 5:24